# جائه هی
جائه هی (انگلیسی: Jae Hee؛ زادهٔ ۲۵ مهٔ ۱۹۸۰) بازیگر سینما اهل کره جنوبی است.
او با بازی در فیلم خانه خالی در سال ۲۰۰۴ به کارگردانی کیم کی-دوک مورد توجه جهانی قرار گرفت. موضوع فیلم به رابطهٔ یک جوان بی‌خانمان و زنی آسیب‌دیده می‌پرداخت و بین دو شخصیّت اصلی این فیلم هیچ دیالوگی نبود. فیلم خانه خالی توانست شیر نقره‌ای بهترین کارگردانی جشنواره بین‌المللی ونیز را کسب کند.

## جوایز
| سال  | جشنواره                         | بخش                    | اثر       | نتیجه    | جایزه | منبع  |
| ---- | ------------------------------- | ---------------------- | --------- | -------- | ----- | ----- |
| ۲۰۰۴ | جایزه فیلم اژدهای آبی کره جنوبی | بهترین بازیگر مرد جدید | خانه خالی | برنده    |       | [ ۲ ] |
| ۲۰۰۵ | جایزه هنری بکسانگ کره جنوبی     | بهترین بازیگر مرد جدید | خانه خالی | نامزدشده |       | [ ۲ ] |